# Akio Morita
Akio Morita (盛田昭夫?   26 de enero de 1921-3 de octubre de 1999) fue un empresario japonés, físico y cofundador de Sony junto con Masaru Ibuka.

## Primeros años
Akio Morita nació en Nagoya, Aichi, Japón. La familia de Morita estuvo involucrada en la producción de sake, miso y salsa de soja en la aldea de Kosugaya (actualmente una parte de la ciudad de Tokoname) en la costa occidental de la península de Chita en la prefectura de Aichi desde 1665. Era el mayor de cuatro hermanos y su padre Kyuzaemon lo entrenó cuando era niño para hacerse cargo del negocio familiar. Akio, sin embargo, encontró su verdadera vocación en las matemáticas y la física, y en 1944 se graduó de la Universidad Imperial de Osaka con un título en física. Más tarde fue comisionado como subteniente en la Armada Imperial Japonesa y sirvió en la Segunda Guerra Mundial. Durante su servicio, Morita conoció a su futuro socio comercial Masaru Ibuka en el Comité de Investigación en Tiempo de Guerra de la Marina.

## Sony
En septiembre de 1945, Ibuka fundó un taller de reparación de radios en los almacenes Shirokiya en Nihonbashi, Tokio. Morita vio un artículo de periódico sobre la nueva empresa de Ibuka y, después de un poco de correspondencia, decidió reunirse con él en Tokio. Con fondos del padre de Morita, cofundaron Tokyo Tsushin Kogyo Kabushiki Kaisha (Tokyo Telecommunications Engineering Corporation, precursora de Sony Corporation) en 1946 con unos 20 empleados y un capital inicial de 190.000 yenes.
En 1949, la empresa desarrolló la cinta de grabación magnética y en 1950 vendió la primera grabadora en Japón. Ibuka jugó un papel decisivo en la obtención de licencias de tecnología de transistores de Bell Labs a Sony en la década de 1950, lo que convirtió a Sony en una de las primeras empresas en aplicar la tecnología de transistores a usos no militares. En 1957, la compañía produjo una radio de bolsillo (la primera en transistorizarse completamente), y en 1958, Morita e Ibuka decidieron cambiar el nombre de su compañía a Sony Corporation (derivado de "sonus" –latín para "sonido"- y Sonny-boys, la expresión estadounidense más común). Morita fue un defensor de todos los productos fabricados por Sony. Sin embargo, dado que la radio era demasiado grande para caber en el bolsillo de una camisa, Morita hizo que sus empleados usaran camisas con bolsillos un poco más grandes para darle a la radio una apariencia de "tamaño de bolsillo".
Morita fundó Sony Corporation of America (SONAM, actualmente abreviado como SCA) en 1960. En el proceso, quedó impresionado por la movilidad de empleados entre empresas estadounidenses, algo inaudito en Japón en ese momento. Cuando regresó a Japón, alentó a los empleados de mediana edad con experiencia de otras empresas a revaluar sus carreras y considerar unirse a Sony. La empresa ocupó muchos puestos de esta manera e inspiró a otras empresas japonesas a hacer lo mismo. En 1961, Sony Corporation fue la primera empresa japonesa en cotizar en la Bolsa de Valores de Nueva York, en forma de recibos de depósito estadounidenses (ADR).
En marzo de 1968, Morita estableció una empresa conjunta en Japón entre Sony y CBS Records, con él como presidente, para fabricar "software" para el hardware de Sony.
Morita fue nombrado presidente de Sony en 1971, reemplazando a Ibuka, quien había trabajado de 1950 a 1971. En 1975, Sony lanzó la primera grabadora de video casera Betamax, un año antes de que saliera el formato VHS.
Ibuka se jubiló en 1976 y Morita fue nombrado presidente de la empresa. En 1979, se introdujo el Walkman, lo que lo convirtió en uno de los primeros reproductores de música portátiles del mundo y en 1982, Sony lanzó el primer reproductor de discos compactos del mundo, el Sony CDP-101, con un disco compacto (CD), un nuevo dispositivo de almacenamiento de datos. formato Sony y Philips codesarrollado. En ese año, Sony introdujo una estructura de disquete de 3,5 pulgadas y pronto se convirtió en el estándar de facto. En 1984, Sony lanzó la serie Discman que extendió su marca Walkman a productos de CD portátiles.
Bajo la visión de Morita, la empresa se expandió agresivamente hacia nuevos negocios. Parte de su motivación para hacerlo fue la búsqueda de la "convergencia", uniendo el cine, la música y la electrónica digital. Veinte años después de establecer una empresa conjunta con CBS Records en Japón, Sony compró CBS Records Group, que consistía en Columbia Records, Epic Records y otros sellos de CBS. En 1989, también adquirieron Columbia Pictures Entertainment (Columbia Pictures, TriStar Pictures y otras).
Norio Ohga, quien se había unido a la empresa en la década de 1950 después de enviarle a Morita una carta denunciando la mala calidad de las grabadoras de la empresa, sucedió a Morita como director ejecutivo en 1989.
Morita sufrió una hemorragia cerebral en 1993 mientras jugaba al tenis y el 25 de noviembre de 1994 dejó el cargo de presidente de Sony para ser reemplazado por Ohga.

## Otras afiliaciones
Morita fue vicepresidente de la Federación Empresarial de Japón (Federación Japonesa de Organizaciones Económicas) y fue miembro del Grupo de Relaciones Económicas Japón-EE. UU., también conocido como el "Grupo de Hombres Sabios". Ayudó a General Motors con la adquisición de una participación en Isuzu Motors en 1972. También fue el tercer presidente japonés de la Comisión Trilateral. Su señal de llamada de radioaficionado es JP1DPJ.

## Publicaciones
En 1966, Morita escribió un libro llamado Gakureki Muyō Ron (学 歴 無用 論, Never Mind School Records), donde enfatiza que los registros escolares no son importantes para el éxito o las habilidades comerciales. En 1986, Morita escribió una autobiografía titulada Made in Japan. Fue coautor del libro de 1991 The Japan That Can Say No con el político Shintaro Ishihara, donde criticaron las prácticas comerciales estadounidenses y alentaron a los japoneses a asumir un papel más independiente en los negocios y los asuntos exteriores. El libro fue traducido al inglés y causó controversia en los Estados Unidos y Morita más tarde eliminó sus capítulos de la versión en inglés y se distanció del libro.

## Premios y Honores
En 1972, Morita recibió la medalla de oro de la Academia Americana de Logros. Morita recibió la medalla Albert de la Royal Society of Arts del Reino Unido en 1982, siendo el primer japonés en recibir el honor. Dos años más tarde, recibió la prestigiosa Legión de Honor, y en 1991 fue galardonado con la Orden de Primera Clase del Tesoro Sagrado del Emperador de Japón. En 1993, recibió el título de caballero británico honorario (KBE). Morita recibió el premio al Emprendedor Distinguido Internacional de la Universidad de Manitoba en 1987. En 1998, fue la única persona asiática en la lista de la revista Time de los 20 empresarios más influyentes del siglo XX como parte de Time 100: Las personas más importantes del siglo. Fue galardonado póstumamente con el Gran Cordón de la Orden del Sol Naciente en 1999.

## Muerte
Morita, a quien le encantaba jugar golf y tenis y ver películas cuando llovía, sufrió un derrame cerebral en 1993, durante un partido de tenis. El 25 de noviembre de 1994, dejó el cargo de presidente de Sony. El 3 de octubre de 1999 Morita murió de neumonía a la edad de 78 años.